# Gorozaurusu
El Gorosaurio (en japonés: ゴロザウルス Gorozaurusu; también, de inglés: Gorosaurus) es un kaiju de apariencia de un dinosaurio, creado en 1967 por Toho para la saga de películas de Godzilla.
Apareció por primera vez en Kingukongu-no Gyakushū, reapareció también en: Kaijū Sōshingeki, Chikyū Kogeki Meirei Gojira tai Gaigan, Gojira, Minira, Gabara: Ōru Kaijū Daishingeki y Gojira Airando, así como en la serie de televisión Ike! Goddoman, un libro, un cómic y varios videojuegos.

## Nombre
El origen del nombre del Gorosaurio no está del todo claro. La parte -saurus es un sufijo utilizado comúnmente en los nombres de dinosaurios; viene de la palabra griega σαῦρος sauros, «lagarto».
En su primera aparición (King Kong no Gyakushū) no se lo ha nombrado en ningún momento. Su nombre se reveló en su segunda aparición (Kaijū Sōshingeki). Esta versión del kaiju en algunos libros oficiales aparece con el nombre «el Gorosaurio de la 2.ª Generación» (２代目ゴロザウルス Nidaime Gorozaurusu).

## Diseño
El Gorosaurio tiene una fila de placas (grandes escamas) triangulares en el lomo. Siendo un dinosaurio bípedo, posee fuertes patas traseras (piernas) y cortas patas superiores (brazos), y una cabeza grande.
Igual que Anguirus, luce una púa en la punta de la cola. La piel de este kaiju está cubierta por unas gruesas y escamosas protuberancias. En King Kong no Gyakushū su piel es de color verde oscuro, con una barbilla de color rojo que se desvanece en un color bronceado más claro bajando hacia la tripa. En Kaijū Sōshingeki, su color es más apagado, más gris; con la barbilla siendo mucho menos visible. Su tripa mantiene su color bronceado claro, que en algunos momentos parece amarillo.

## Origen
El Gorosaurio es un descendiente del género de los dinosaurios conocido como los alosaurios. Los alosaurios vivieron en la era jurásica, aproximadamente hace 155-150 millones de años. El Gorosaurio de King Kong Escapes vivió en la isla Mondo en la era moderna y el de Kaijū Sōshingeki en la Isla de los Monstruos a finales del siglo XX.

## Historia

### Saga principal

#### Kingukongu-no Gyakushū
Cuando Carl Nelson y los miembros de su equipo (Jiro Nomura y Susan Watson) desembarcan en la isla Mondo, Susan atrae la atención del Gorosaurio, que intenta comérsela. Susan grita y eso llama la atención del King Kong quien sale de su cueva e intenta salvarla. King Kong ataca al Gorosaurio. Al final el simio logra vencer al dinosaurio y salvar a la mujer; pero ese no se da por vencido y se despierta de su aturdimiento y cierra sus mandíbulas en la pierna del mono gigante, finalmente ese último consigue liberarse de las mandíbulas del reptil rompiéndolas y venciendo así definitivamente al enemigo.

#### Kaijū Sōshingeki
A finales del siglo XX, Gorosaurio está viviendo en la Isla de los Monstruos con otros kaiju terrestres. Después de que los Kilaaks se hicieron con el control de los habitantes de la isla, este dinosaurio es enviado para sembrar destrucción en París, se le ve arruinando el Arco de Triunfo. Más tarde es llevado de vuelta al Monte Fuji para proteger la base de los alienígenas. Después de haber sido liberado del control extraterrestre, ayuda a Godzilla y otros monstruos en la batalla contra King Ghidorah. El dinosaurio usa su patada de canguro contra la espalda del kaiju del espacio exterior, dañando su espinazo y poniéndolo al suelo. Cuando los Kilaaks quedan vencidos, el Gorosaurio junto con el resto de los kaiju es devuelto a la Isla de los Monstruos.

#### Gojira, Minira, Gabara: Ōru Kaijū DaishingekiyChikyū Kogeki Meirei Gojira tai Gaigan
En estas películas Gorosaurus aparece solo en unas cuantas tomas cortadas de las películas anteriores.

### Televisión

#### Ike! Goddoman
El Gorosaurio sale también una vez en la serie Go! Godman. Es enemigo del titular Godman, aparece en una ciudad y empezó a dar vueltas por allí y pisar los árboles. Los dos se enfrentan contra sí. El Godman termina arrancando las mandíbulas del dinosaurio.
En esta serie el traje del kaiju en muy mal estado, su esqueleto interno parece estar deteriorándose. Eso hace que su torso parezca hundido y su mandíbula cuelga abierta.

#### Gojira Airando
Gorozaurusu aparece también en el spin-off Godzilla Island. Se trata de una serie de 256 episodios cortos, cada uno de unos 3 minutos de duración.

### Literatura

#### CómicGodzilla: Rulers of Earth
El Gorosaurio es visto en un flash-back, donde se intenta narrar los comienzos de todos los monstruos. Gorosaurus estaba devorando dos dinosaurios adultos: un tiranosaurio y un espinosaurio. Antes de que podría acabar su comida, es atacado por Megagirus, pero Goro logra defenderse. Más tarde es congelado con Anguirus.
Lo podemos ver también en un mural en una cueva.
En otro momento, lo vemos luchando contra una horda de trilópodos que atacan su casa. Queda vencido y el Beta Trilopod se bebe un poco de su sangre, por lo que adquiere algunas características propias de dinosaurios. A continuación, el kaiju es llevado hasta la colmena de los trilópodos y permanece allí hasta que King Caesar y lo saca de allí junto con otros monstruos. Al final se le ve luchando contra el trilópodo Magita junto con los otros kaijus.

#### LibroGodzilla: Monster Apocalypse
El Gorosaurio aparece en París después de que la ciudad ha sido destruida anteriormente por Godzilla. Fue matado en 2039 por los esfuerzos unidos de G-Force y de los Bilsards.

## Poderes, ataques, habilidades
- Patada del canguro: Aparte de las garras y los dientes habituales, el Gorosaurio es conocido por usar también su patada de canguro contra tales enemigos como King Kong y King Ghidorah. Es el rasgo distintivo de este kaiju.
- Excavación: en Kaijū Sōshingeki, el Gorosaurio es capaz de excavar bajo tierra, usa esta habilidad para cavar desde abajo hasta la superficie y destruir el Arco de Triunfo.
- Inteligencia: La batalla entre él y King Ghidorah muestra su habilidad para crear una estrategia mientras está luchando. Durante el combate, Godzilla y Anguirus atacan las dos cabezas exteriores del monstruo alienígena como distracción permitiendo a Gorosaurio escabullirse detrás de King Ghidorah, su punto débil, y ponerlo al suelo, permitiendo así a los otros kaiju vencerlo y, al final, matarlo.
- Fuerza física: Este dinosaurio demuestra tener una fuerza física suficiente como para mantener en el aire a él mismo junto con King Kong al mismo tiempo (y también con King Ghidorah).
- Saltos altos: El Gorosaurio puede saltar a la altura de unos 30 metros.[1][13]

## Apariciones

### Cine y televisión
| Título                                      | Año       | Director     | Observaciones                        |
| ------------------------------------------- | --------- | ------------ | ------------------------------------ |
| Kingukongu-no Gyakushū                      | 1967      | Ishiro Honda |                                      |
| Kaijū Sōshingeki                            | 1968      | Ishiro Honda |                                      |
| Gojira-Minira-Gabara: Ōru Kaijū Daishingeki | 1969      | Ishiro Honda | tomas de las películas anteriores    |
| Chikyū Kogeki Meirei Gojira tai Gaigan      | 1972      | Jun Fukuda   | tomas de las películas anteriores    |
| Ike! Goddoman                               | 1972-1973 |              | serie de televisión                  |
| Gojira Airando                              | 1997-1998 |              | serie de cortometrajes de televisión |

### Cómics y libros
- Godzilla: Rulers of Earth (2013-2015),
- GODZILLA: Monster Apocalypse (2017).

### Videojuegos
- Godzilla, King of the Monsters
- Godzilla: Heart-Pounding Monster Island!!
- Godzilla Movie Studio Tour
- Godzilla: Trading Battle
- Godzilla Generations
- Godzilla (PlayStation 3 / PlayStation 4)

## Curiosidades
- La escena de la destrucción del Arco de Triunfo de París fue pensada originariamente para Baragon, sin embargo, el traje de ese kaiju estaba siendo usado en la serie Ultraman. Toho reemplazó a Baragon con Gorosaurio dando a ese último algunas habilidades del primero. Incluso en los diálogos se usa el nombre de Baragon.
- El rol de Gorosaurio en King Kong Escapes es similar al rol del tiranosaurio en King Kong (1933).
- Según Nobuyuki Yasumaru, el creador de este kaiju, el Gorosaurio fue uno de los monstruos favoritos de Eiji Tsuburaya.
- Gorosaurus fue el primer kaiju creado por Nobuyuki Yasumaru; quien más tarde se fue a hacer trajes para Ultraman y Ultra Q.[1]